# Odontothrips pictipennis
Odontothrips pictipennis är en insektsart som beskrevs av Ian A. Hood 1917. Odontothrips pictipennis ingår i släktet Odontothrips och familjen smaltripsar. Inga underarter finns listade i Catalogue of Life.